# Orientobdella confluens
Orientobdella confluens är en ringmaskart som beskrevs av Burreson 1977. Orientobdella confluens ingår i släktet Orientobdella och familjen fiskiglar. Inga underarter finns listade i Catalogue of Life.